# Symphylella longiseta
Symphylella longiseta är en mångfotingart som beskrevs av Michelbacher. Symphylella longiseta ingår i släktet findvärgfotingar, och familjen slankdvärgfotingar. Inga underarter finns listade i Catalogue of Life.